# Goodwood Trophy
De Goodwood Trophy was een autorace op het Engelse Goodwood Circuit. De race maakte in 1948 en 1949 deel uit van de grand-prixseizoenen en was tussen 1950 en 1954 ook een niet-kampioenschapsronde in de Formule 1.

## Winnaars van de grand prix
- Hier worden alleen de races aangegeven die plaatsvonden tijdens de grand-prixseizoenen tot 1949 en Formule 1-races vanaf 1950.

| Jaar        | Coureur            | Constructeur       | Locatie            | Verslag            |
| ----------- | ------------------ | ------------------ | ------------------ | ------------------ |
| 1954        | Stirling Moss      | Maserati           | Goodwood           | Verslag            |
| 1952 - 1953 | Race niet gehouden | Race niet gehouden | Race niet gehouden | Race niet gehouden |
| 1951        | Giuseppe Farina    | Alfa Romeo         | Goodwood           | Verslag            |
| 1950        | Reg Parnell        | BRM                | Goodwood           | Verslag            |
| 1949        | Reg Parnell        | Maserati           | Goodwood           | Verslag            |
| 1948        | Reg Parnell        | Maserati           | Goodwood           | Verslag            |